# IBM RAD6000

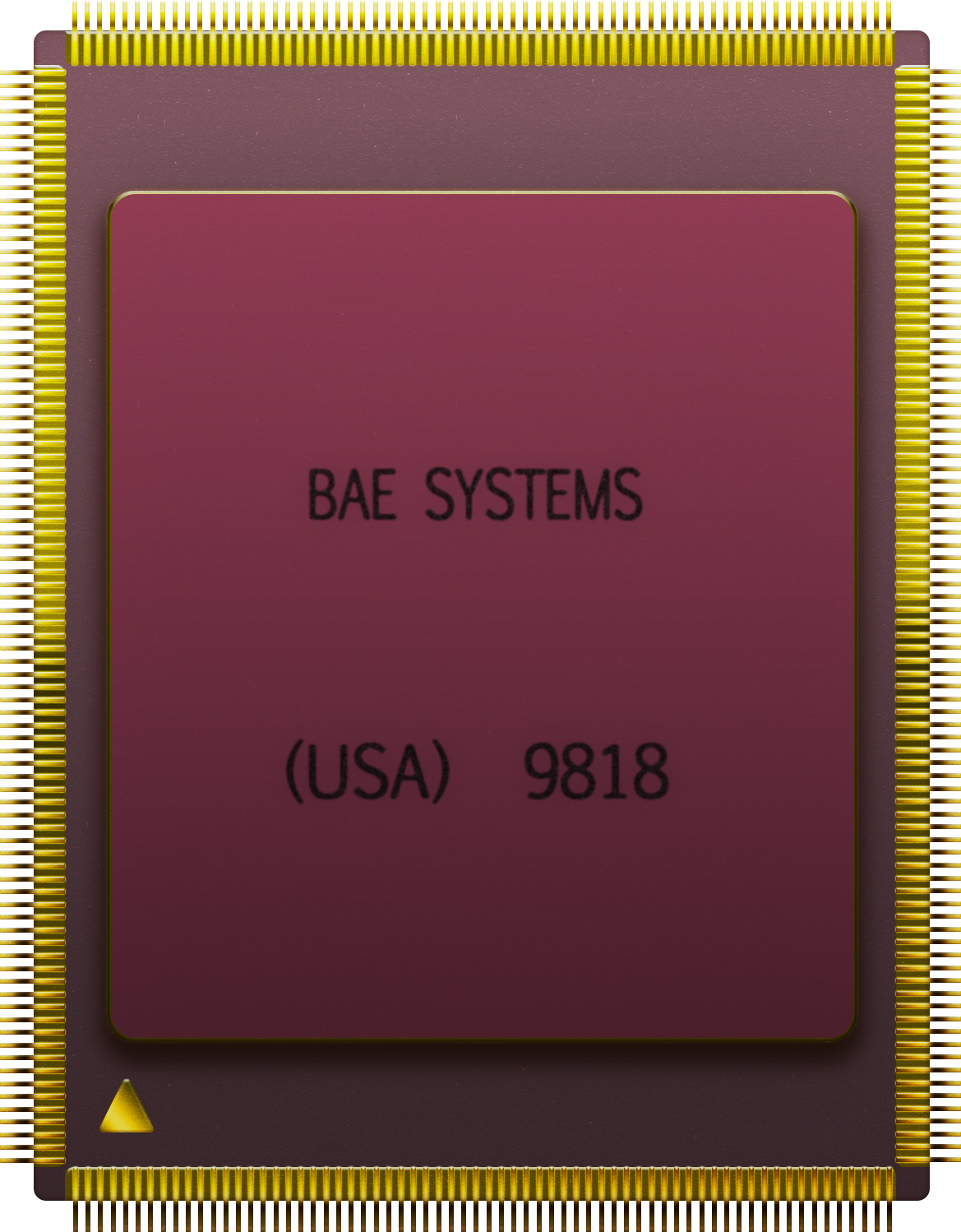
IBM RAD6000

O computador de placa única reforçado por radiação RAD6000, baseado na CPU IBM RISC Single Chip, foi fabricado pela IBM Federal Systems. A IBM Federal Systems foi vendida para a Loral e, por meio de aquisição, acabou com a Lockheed Martin e atualmente faz parte da BAE Systems Electronic Systems. O RAD6000 é conhecido principalmente como o computador de bordo de várias naves espaciais da NASA.

## História
O endurecimento por radiação do processador RSC original de 1,1 milhão de transistores para fazer a CPU do RAD6000 foi feito pela IBM Federal Systems Division trabalhando com o Air Force Research Laboratory.
Em junho de 2008, existem 200 processadores RAD6000 no espaço em uma variedade de NASA, Departamento de Defesa dos Estados Unidos e espaçonaves comerciais, incluindo:
- Rovers de Exploração de Marte (Spirit e Opportunity)
- Sonda Deep Space 1
- Mars Polar Lander e Mars Climate Orbiter
- Orbital Mars Odyssey
- Spitzer Infrared Telescope Facility
- Sonda MESSENGER para Mercúrio
- STEREO Nave espacial
- IMAGEM/Explorer 78 Espaçonave MIDEX
- Missões de retorno de amostras Genesis e Stardust
- Phoenix Módulo de Pouso Polar em Marte
- Amanhecer Missão ao cinturão de asteroides usando propulsão iônica
- Solar Dynamics Observatory, Lançado em 11 de fevereiro de 2010 (voando tanto RAD6000 quanto RAD750)[3]]
- Processador de Imagem do Telescópio Burst Alert a bordo da Swift Gamma-Ray Burst Mission
- Espaçonave DSCOVR (Deep Space Climate Observatory)

O computador tem uma taxa de clock máxima de 33 MHz e uma velocidade de processamento de cerca de 35 MIPS.  Além da CPU em si, o RAD6000 tem 128 MB de memória RAM ECC.  Um sistema operacional típico em tempo real executado nas instalações RAD6000 da NASA é o VxWorks. As placas de voo nos sistemas acima têm taxas de clock comutáveis de 2,5, 5, 10 ou 20 MHz.
Relatado ter um custo unitário entre US$ 200 000 e US$ 300 000, RAD6000 computadores foram lançados para venda no mercado comercial geral em 1996.
O sucessor do RAD6000 é o processador RAD750, baseado no PowerPC 750 da IBM.